# MobuzzTV
MobuzzTV fue un conglomerado de blogs (videoblogs) que se producían diariamente desde 2004 (de lunes a viernes), con programas de una duración aproximada de entre 5 a 10 minutos, con un amplio rango de temas como tecnología, actualidad, tendencias y entretenimiento, disponible además en francés e inglés.
MobuzzTV terminó su emisión en noviembre de 2008 debido a una serie de problemas económicos.

## Contenido y estilo
MobuzzTV, cubría fundamentalmente noticias (que normalmente no aparecen en los medios de comunicación de masas) con estilo de guion irónico, ácido, sarcástico, divertido y usando humor inteligente [cita requerida]. 
En cuanto a derechos de autor, sus contenidos se publicaron bajo licencia creative commons[cita requerida].
Además, se iniciaron dos noticieros más en español: elNOticiero, sobre noticias generales y de actualidad política en clave cómica y el Punto Gilton, con noticias de la prensa rosa.

## Programas

### LaDosisDiaria (versión española)
Noticias tecnológicas y de Internet, presentado por:
- Iria Gallardo (30 de marzo de 2005 - noviembre de 2008)
- Miriam Reyes, desde verano de 2007 como suplente en periodos vacacionales de Iria.

### TheDailyBuzz (versión inglesa)
Noticias tecnológicas y de Internet.
Presentado por:
- Emma Rebaldi (30 de marzo de 2005 - 30 de junio de 2005).
- Karina Stenquist (29 de abril de 2005 - 15 de junio de 2007).
- Susan Hickey (18 de junio de 2007 - 30 de julio de 2007).
- Olivia Waters (23 de septiembre de 2007 - 15 de junio de 2008).
- Gabe McIntyre (16 de junio de 2008 - noviembre de 2008).

### LeBuzzQuotidien (versión francesa)
Noticias tecnológicas y de Internet. Presentado por:
- Osiris Martínez (12 de septiembre de 2007 - noviembre de 2008).

### elNOticiero
Noticias de actualidad contadas con humor, en Español. 
Presentado por:
- Miriam Reyes (29 de octubre de 2007 - 14 de noviembre de 2008).
- Javier Capitán (marzo de 2008 - 14 de noviembre de 2008), copresentando.
- Luis Figuerola Ferretti (marzo de 2008 - 14 de noviembre de 2008), colaborando puntualmente realizando personajes.

### elPuntoGilton
Noticias de la prensa rosa, en Español. Presentado por:
- Ana del Arco (21 de mayo de 2008 - 14 de noviembre de 2008).
- Olga Sanchiz (28 de febrero de 2008 - 19 de mayo de 2008).

## Equipo
Además de los presentadores, estas son las otras personas que estuvieron en el proyecto:
- Anil de Mello, CEO y fundador de Mobuzz TV.
- Enrique Dans, Socio fundador.
- Javier Capitán, Socio inversor.

Muchos de los miembros del equipo, después de la quiebra de MobuzzTV se agruparon en LaComunaTV.

## Datos Empresariales
Mobuzz TV S.L. fue fundada en 2004 por Anil de Mello como productora de uno de los más importantes Video Blogs a nivel internacional, a pesar de lo cual terminó su programación en noviembre de 2008 tras fallar los ingresos por publicidad y una petición de donaciones a su público que no llegó a buen término.